# Episodi di The Lawless Years (prima stagione)
La prima stagione della serie televisiva Anni senza alcuna legge (The Lawless Years) è andata in onda negli Stati Uniti dal 16 aprile 1959 al 3 settembre 1959 sulla NBC.
In Italia la stagione è stata trasmessa su Telecapri dal 30 novembre 2008 al 7 gennaio 2009 per due episodi a settimana con i sottotitoli in italiano.
| nº | Titolo originale         | Prima TV USA     |
| -- | ------------------------ | ---------------- |
| 1  | The Nick Joseph Story    | 16 aprile 1959   |
| 2  | The Immigrant            | 23 aprile 1959   |
| 3  | The Jane Cooper Story    | 30 aprile 1959   |
| 4  | The Cutie Jaffe Story    | 7 maggio 1959    |
| 5  | The Dutch Schultz Story  | 14 maggio 1959   |
| 6  | The Lion and the Mouse   | 21 maggio 1959   |
| 7  | No Fare                  | 28 maggio 1959   |
| 8  | The Payoff               | 11 giugno 1959   |
| 9  | The Marie Walters Story  | 18 giugno 1959   |
| 10 | The Maxey Gorman Story   | 25 giugno 1959   |
| 11 | The Muddy Kasoff Story   | 2 luglio 1959    |
| 12 | Framed                   | 16 luglio 1959   |
| 13 | Four the Hard Way        | 23 luglio 1959   |
| 14 | The Tony Morelli Story   | 30 luglio 1959   |
| 15 | The Ray Baker Story      | 6 agosto 1959    |
| 16 | The Story of Lucky Silva | 13 agosto 1959   |
| 17 | The Morrison Story       | 20 agosto 1959   |
| 18 | The Poison Ivy Story     | 27 agosto 1959   |
| 19 | The Prantera Story       | 3 settembre 1959 |

## The Nick Joseph Story
- Prima televisiva: 16 aprile 1959
- Diretto da: Allen H. Miner
- Scritto da: Jo Eisinger

### Trama
- Guest star: Arthur Kendall (Hood), Zachary Charles (Hood), John Shaner (Maffy), Peter Miller (Curly), Vic Morrow (fratello di Nick Joseph), Arlene McQuade (Billie North), Harry Dean Stanton (Maffy), Richard Bakalyan (Buggsy), Stanley Adams (Wales), Norma Eberhardt (Rose Dirks), Jan Merlin (Dirks)

## The Immigrant
- Prima televisiva: 23 aprile 1959
- Diretto da: Allen H. Miner
- Scritto da: Jo Eisinger

### Trama
- Guest star: Gary Judis (Argo), Shepherd Sanders (Puggy), Virginia Christine (Mrs. Pavlock), Gene Collins (Fleish), William Holmes (Gooby), Ernie Martin (Pobey), Fred Engle (Waldy), Clu Gulager (Tommy Pavlock)

## The Jane Cooper Story
- Prima televisiva: 30 aprile 1959
- Diretto da: Allen H. Miner
- Scritto da: Lou Shaw, Peggy Shaw

### Trama
- Guest star: Paul Clarke (Danny Stone), Gertrude Flynn (Mrs. Cooper), David Fresco (Toad), Marc Towers (Nick), Rebecca Welles (Jane Cooper), Henry Corden (Lefty)

## The Cutie Jaffe Story
- Prima televisiva: 7 maggio 1959
- Diretto da: Allen H. Miner
- Scritto da: Allen H. Miner

### Trama
- Guest star: Al Ruscio (Manny), Fred Engle (Lunkhead), Bobs Watson (Butcher Boy), William Giorgio (Fatso), Cy Malis (Speakeasy Owner), James Forster (Oscar), Robert Fuller (Cutie Jaffe)

## The Dutch Schultz Story
- Prima televisiva: 14 maggio 1959
- Diretto da: Allen H. Miner
- Scritto da: Jo Eisinger

### Trama
- Guest star: Ken Lynch (Mr. G), Norman Alden (Lulu Rosenkrantz), Shepherd Sanders (Yosh), Jack Kruschen (Nicolides), John Dennis (Dutch Schultz), Stanley Adams (Strella)

## The Lion and the Mouse
- Prima televisiva: 21 maggio 1959
- Diretto da: Allen H. Miner
- Scritto da: Allen H. Miner, Arthur Orloff

### Trama
- Guest star: Peter Mamakos (Cooley), Norman Alden (Johnny Lucky), Mario Siletti (Carlucci), Katherine Squire (Mrs. Safronik), Richard Bakalyan (Eddie Safronek), Selette Cole (Florrie), Richard Benedict (Link)

## No Fare
- Prima televisiva: 28 maggio 1959
- Diretto da: Allen H. Miner
- Scritto da: John Meredyth Lucas

### Trama
- Guest star: Irene Seidner (Mrs. Kramer), Jonathan Kidd (Smokey), Steve Peck (Harry Kramer), Al Ruscio (Meyer), Jess Kirkpatrick (ufficiale Connors), Jerry Oddo (D'Accosta), Joan Vohs (Edie Lawrence)

## The Payoff
- Prima televisiva: 11 giugno 1959
- Diretto da: Allen H. Miner
- Scritto da: John Meredyth Lucas

### Trama
- Guest star: Ruta Lee (Gloria), Robert Bice (Big Ed Harper), Paul Conte (Carl), Burt Reynolds (Tony Sappio), Jack Lemaire (Bishop), Nick Prizant (Kappa), Bobs Watson (Mousie), George Ramsey (Golden), Robert Ball (Louie), Than Wyenn (Kronman), Robert Nash (camionista)

## The Marie Walters Story
- Prima televisiva: 18 giugno 1959
- Diretto da: Allen H. Miner
- Scritto da: Jo Eisinger

### Trama
- Guest star: Joseph Mell (Sachs), Alex Gerry (Jack Greene), William Swan (Intern), Theodore Newton (Watchman), Barbara Stuart (Marie Walters), Marc Towers (Sonny Warren), Herman Rudin (Big Sid), George Trevino (Luigi), Jefferson Searles (Medical Examiner), Max Mellinger (giudice), Lou Krugman (avvocato della difesa), Bill Hunt (pubblico ministero), James Parnell (Police Sergeant), Irene Seidner (Landlady)

## The Maxey Gorman Story
- Prima televisiva: 25 giugno 1959
- Diretto da: Allen H. Miner
- Scritto da: Jo Eisinger

### Trama
- Guest star: Marilee Jones (Mae Jensen), Brad Trumbull (Sweeney), Terence de Marney (A. J.), Barbara Stuart (Stella Gorman), Nesdon Booth (Swede Jensen), Jonathan Kidd (Marty), Frank London (Twinkles), Robert H. Harris (Maxey Gorman)

## The Muddy Kasoff Story
- Prima televisiva: 2 luglio 1959
- Diretto da: Allen H. Miner
- Scritto da: Jo Eisinger

### Trama
- Guest star: Rick Marlowe (Motke), Jerry Oddo (Muddy Kasoff), Joseph Mell (garagista), Dick Wilson (Charlie), Nita Talbot (Selma Kasoff), William Giorgio (Jack Kasoff), Herman Rudin (Dimples)

## Framed
- Prima televisiva: 16 luglio 1959
- Diretto da: Allen H. Miner
- Scritto da: Allen H. Miner

### Trama
- Guest star: James Lanphier (Rick O'Neill), Norman Alden (Dixie), Paul Genge (Nate Owens), Caroline Hughes (Flo), Douglas Marland (Intern), Charles Wagenheim (Freddie the Dripple), Milton Frome (capitano McCloskey)

## Four the Hard Way
- Prima televisiva: 23 luglio 1959
- Diretto da: Allen H. Miner
- Scritto da: Allen H. Miner

### Trama
- Guest star: Dick Wilson (Game Boy Miles), Jack Kruschen (Laughing Boy), Brad Trumbull (O'Neill), Harry Arnie (Benny), John Vivyan (Big Ziggy), Lou Herbert (Titanic Thompson)

## The Tony Morelli Story
- Prima televisiva: 30 luglio 1959
- Diretto da: Allen H. Miner
- Scritto da: Peggy Shaw, Lou Shaw

### Trama
- Guest star: Toni Gerry (Carla), Selette Cole (Rose Morelli), Ken Lynch (Gabby Bishop), Richard Reeves (Oxey), Tige Andrews (Tony Morelli)

## The Ray Baker Story
- Prima televisiva: 6 agosto 1959
- Diretto da: Allen H. Miner
- Scritto da: Charles Larson

### Trama
- Guest star: Robert Ball (Charlie Trout), Richard Reeves (Roman LaSage), James Lanphier (Lusetti), Theodore Newton (Lew Griffin), Stanley Adams (Ray Baker), Robert Carricart (Earl Coldman), Mari Lynn (Marcelle)

## The Story of Lucky Silva
- Prima televisiva: 13 agosto 1959
- Diretto da: Allen H. Miner
- Scritto da: John Meredyth Lucas

### Trama
- Guest star: Roberta Haynes (Petrina), Charles Cooper (Legs Diamond), Martin Landau (Lucky Silva), Al Ruscio (Leonardo Nuccio), Lewis Charles (Ferucci), Renata Vanni (Mrs. Silva), Tito Viola (Cardilla)

## The Morrison Story
- Prima televisiva: 20 agosto 1959
- Diretto da: Allen H. Miner
- Scritto da: Jo Eisinger

### Trama
- Guest star: George Mitchell (Tim Ryan), Robert Carricart (Holly Ross), Philip Coolidge (giudice Morrison), Rebecca Welles (Mary Drew), Steven Ritch (Rocco), Gertrude Flynn (Mrs. Morrison), Anthony Lettier (Sid)

## The Poison Ivy Story
- Prima televisiva: 27 agosto 1959
- Diretto da: Allen H. Miner
- Scritto da: Allen H. Miner

### Trama
- Guest star: Selette Cole (Polly), Harry Dean Stanton (Maxie Margolis), Frank DeKova (Harry the Hat), Ted de Corsia (capitano McCloskey), Gene Collins (Ding Ling), George Conrad (Izzy Lipschultz), Steve Gravers (Rivkin), Marjorie Bennett (Mother Gin), Tom Pardew (Bobby Jaeger)

## The Prantera Story
- Prima televisiva: 3 settembre 1959
- Diretto da: Allen H. Miner
- Scritto da: Jo Eisinger

### Trama
- Guest star: Bartlett Robinson (Clay Mason), Robert Strauss (Nick Prantera), Frank Wolff (Mike Damori), Ann Carroll (Zelda Mason), Dayton Lummis (giudice)